# Ujazd Wąskotorowy
Ujazd Wąskotorowy – zlikwidowana wąskotorowa stacja kolejowa w Ujeździe, powiecie grodziskim, w województwie wielkopolskim, w Polsce. Stacja była końcową do wąskotorowej linii kolejowej z Wielichowa. Linia należała do Śmigielskiej Kolei Dojazdowej.